# مائدا توشیناگا
مائدا توشیناگا ((به ژاپنی: 前田利長 Maeda Toshinaga)؛ ۱۵ فوریهٔ ۱۵۶۲ – ۲۷ ژوئن ۱۶۱۴، aged ۵۳) یک سیاستمدار اهل ژاپن و یکی از استادان مراسم چای ژاپنی بود.